# Jeanette MacDonald

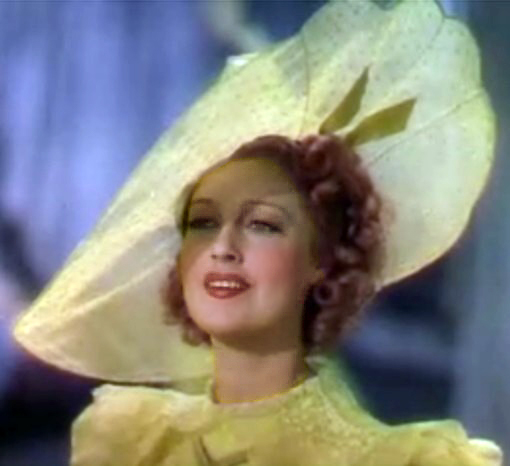
„Sweethearts” – filmelőzetes (1938)

Jeanette Anna MacDonald (Philadelphia, 1903. június 18. – Houston, 1965. január 14.) amerikai színésznő, énekesnő, a musicalfilmek sztárja a legelső hangosfilmektől kezdve. Az 1930-as, 1940-es években 29 játékfilmben szerepelt, négyszer jelölték Oscar-díjra. A 20. század egyik legfontosabb szopránhangja volt a moziban.
Igazi sztár volt, a szó eredeti értelmében. Szerepelt kora minden híres színészével, Maurice Chevalier-től állandó partneréig, Nelson Eddyig.

## Filmjei
- The Love Parade (1929)
- The Vagabond King (1930)
- Paramount on Parade (1930)
- Let's Go Native (1930)
- The Lottery Bride (1930)
- Monte Carlo (1930)
- Oh, For a Man (1930)
- Don't Bet on Women (1931)
- Annabelle's Affairs (1931)
- One Hour With You (1932)
- Love Me Tonight (1932)
- The Cat and the Fiddle (1934)
- The Merry Widow (1934)
- Naughty Marietta (1935)
- Rose Marie (1936)
- San Francisco (1936)
- Maytime (1937)
- The Firefly (1937)
- Girl of the Golden West (1938)
- Sweethearts (1938)
- Broadway Serenade (1939)
- New Moon (1940)
- Bitter Sweet (1940)
- Smilin' Through (1941)
- I Married an Angel (1942)
- Cairo (1942)
- Follow the Boys (1944)
- Three Daring Daughters (1948)
- The Sun Comes Up (1949)

## További információ
- Jeanette MacDonald a PORT.hu-n (magyarul)
- Jeanette MacDonald az Internetes Szinkronadatbázisban (magyarul)
- Jeanette MacDonald az Internet Movie Database-ben (angolul)
- Jeanette MacDonald a Rotten Tomatoeson (angolul)